# Gilles Vinchant
Gilles Vinchant, surnommé le Capitaine, seigneur de la Haye, Morval, La Motte, Offrebaix, écuyer, patriote, échevin de la ville de Mons est né à Mons en 1543 et y est décédé le 11 juillet 1631. Il est le père du chroniqueur hainuyer François Vinchant.

## Biographie
Gilles Vinchant naît à Mons, alors dans les Pays-Bas espagnols en 1543. Après avoir suivi une scolarité seyant à un gentilhomme, il s'engage à 17 ans et fut admis à la suite de Philippe II qui rentrait en Espagne. Il deviendra rapidement officier.
Gilles Vinchant vivra durant quatre années à Gibraleón en Andalousie. Vers 1565, il est de retour à Mons, il est capitaine d'une compagnie d'infanterie wallonne affectée au régiment du Comte de Boussu. Gilles Vinchant ne tarda pas à se faire remarquer par la «fermeté de son caractère».
Éperdument épris de Marguerite Dessus-le-Moustier,  dame de Morval, fille du seigneur de Noirchain, il s'engage cependant, par contrat anténuptial, à renoncer à la carrière militaire. Le mariage fut célébré le 4 avril 1570. Le couple aura trois enfants : Gilles, François et Jean.
Bien qu'ayant renoncé au service militaire, Gilles Vinchant conserva un patriotisme et un vif attachement envers son souverain qui allaient trouver à s'illustrer dans un épisode historique de la ville de Mons.

### Le soulèvement bourgeois de 1578
En 1578, le Duc d'Alençon est aux portes de la ville de Mons. Disposant d'appuis solides à l'intérieur de la ville, il est bien décidé à en prendre possession sans coup férir. En effet, le Grand bailli, Philippe de Lalaing et son épouse, tous deux acquis à la cause des Français, projetaient de livrer la ville aux troupes du Duc d'Alençon. Les bourgeois (plus de trois mille) ne tardèrent pas à avoir vent de ce complot. À leur tête, Gilles Vinchant, haranguait la foule en bravant les ordres du Grand Bailli. La milice montoise prit les armes, des corps de garde furent placés çà et là dans la ville. Le complot était déjoué.
Le comportement loyal de Vinchant plut tant à Philippe II qu'il lui fit envoyer une chaîne et une médaille en or à son effigie que lui et ses descendants pourront fièrement porter. Le Magistrat de Mons lui fit remettre un parchemin scellé du sceau de la ville pour le remercier de son action généreuse.
À la suite de cet épisode héroïque, il fut nommé capitaine d'une compagnie bourgeoise. Par la suite, il deviendra échevin et Grand-Maître de la confrérie des arbalétriers (En 1592 il sera sacré roi de la confrérie).
Le 23 février 1600, Gilles Vinchant est l'un des six échevins qui portaient le baldaquin des archiducs Albert et Isabelle, lors de leur joyeuse entrée à Mons.
Gilles Vinchant, devenu veuf, s'éteignit à Mons le 11 juillet 1631. Lui et son épouse reposent en la chapelle Sainte-Aye de la collégiale Sainte-Waudru de Mons, dans le caveau de la famille Vinchant.

## Armes
La famille de Vinchant portait d'abord d'azur à la bande d'argent chargée de trois étoiles de sable ; elle porte, depuis 1501, d'azur à la bande d'or chargée de trois étoiles de gueules. La devise de Gilles Vinchant était: «Mon ardeur, ma hardiesse».